# I Got Plenty o' Nuttin'
I Got Plenty o’ Nuttin’ is een aria van George Gershwin uit de opera Porgy and Bess uit 1935 op tekst van Ira Gershwin en DuBose Heyward. De aria werd het eerst uitgevoerd door Todd Duncan tijdens de première van Porgy and Bess op 30 september 1935. De aria is samen met Bess, You Is My Woman, It Ain't Necessarily So en Summertime een van de bekendste, populairste en meest gecoverde aria's uit de opera.
In het lied zingt Porgy dat hij blij is dat hij arm is en toch heel rijk is, want alle mooie dingen in het leven, zoals de sterren en de hemel, kosten niets. En het belangrijkste is dat hij kan zingen, dat hij gelooft en dat hij zijn meisje heeft.
'Cause de things dat I prize,
Like de stars in de skies, all are free.
Oh, I got plenty o' nuttin',
An' nuttin's plenty fo' me.
I got my gal, got my song,
got Hebben de whole day long.
Got my gal, got my Lawd, got my song.

## Achtergrond
Over het tot stand komen van het lied schrijft Ira in zijn boek Lyrics On Several Occasions dat hij, DuBose en George bij elkaar zaten op de werkkamer van George: 

...Er moest een optimistisch, vrolijk lied komen voor Porgy in het begin van de eerste scène van de tweede acte. George improviseerde wat op de piano, een leuke vrolijke melodie. DuBose en ik reageerden tegelijkertijd, “dat is het”. “Zeker weten”, vroeg George nog. “Ja”, zeiden DuBose en ik weer tegelijkertijd. Ik kreeg direct een idee voor een titel, “I got plenty o’ nuttin’”. En een paar seconden daarna, “An’ nuthins’ plenty for me”. DuBose vroeg daarna of hij de tekst mocht afmaken want hij had nog nooit een tekst gemaakt op een melodie en vond het een hele uitdaging. Tot nu toe had hij teksten aangeleverd en had George die voorzien van muziek. Deze werkwijze was voor hem nieuw. Ik vond het een prima idee en nadat we met zijn drieën afgesproken hadden waar de tekst inhoudelijk over zou moeten gaan, nam DuBose de (uitgeschreven) melodie mee naar Charleston en maakte daar een tekst op. Twee weken later stuurde hij de tekst op en paste ik hem op enkele plekken wat aan om hem goed zingbaar te maken, daar had ik nu eenmaal meer ervaring mee dan DuBose. Het lied is dus het resultaat van een 50-50 samenwerking. Alle andere teksten van DuBose heeft George, zonder er een lettergreep aan te veranderen, op muziek gezet...

## Muzikale kenmerken
In de partituur staat bij het lied: Banjo Song. Het orkest is uitgebreid met een banjo.
Porgy (bas-bariton) zingt het lied samen met de inwoners van Catfish Row. De symmetrische structuur van het lied is: A-A-B-A-C-A’-A’-B-A-coda, met het zesstemmige gemengde koor als middelpunt (C) dat al zingend constateert dat Porgy veranderd is sinds Bess bij hem woont. Het lied staat in de toonsoort G majeur en het tempo is Moderato con gioja: matig snel met humor gezongen. Het is een spottende kijk op rijke mensen.
De eerste vier maten van het lied:

## Vertolkers (selectie)[5]
- Maurice André
- Louis Armstrong
- Pearl Bailey
- Aaron Bridgers
- Cab Calloway
- Bing Crosby
- Ella Fitzgerald
- Michael Franti (Spearhead)
- Dave Grusin
- Eugene Holmes
- Dorothy Lewis-Griffith
- Avon Long
- Wayne Marshall
- Benjamin Matthews
- Robert Merrill
- Oral Moses
- Fazıl Say
- Ber Schellings
- Frank Sinatra
- Lawrence Tibbett
- Hubert Waber
- William Warfield
- Willard White
- Brian Wilson